# Божурња
Божурња је насеље у Србији у општини Топола у Шумадијском округу. Према попису из 2022. има 515 становника (према попису из 2011. било је 591 становника).
Овде се налази Зграда школе у Божурњи.

## Демографија
У насељу Божурња живи 555 пунолетних становника, а просечна старост становништва износи 44,5 година (42,3 код мушкараца и 46,7 код жена). У насељу има 220 домаћинстава, а просечан број чланова по домаћинству је 3,05.
Ово насеље је великим делом насељено Србима (према попису из 2002. године).

## Легенда о настанку села
Место на коме се дана налзи село Божурња било је покривено непроходном, густом шумом. По народној легенди, у једном тренутку неколико породица пожелело је да се овде насели и у овој шуми оснује село. Да би то и остварили, пошле су старешине из тих породица да закрсте онолико места у шуми колико им је било потребно. Сваки старешина је заксртио једно место и други то место није смео да дирне као у светињу. Пошто су одабрали места искрчили су шуму и населили се.
Када су се населили почели су се ноћу јављати вампири и вештице и давити људе. Људи су почели да се питају шта је разлог томе, и зашто их разна привиђења не остављају на миру. Онда се један старац сети шта је узрок и рече: „Ми смо нешто заборавили да учинимо кад смо населили ово место, заборавили смо да га около заоремо.” И онда су два брата близанца плуг и са два вола близанца заору око села. И од тада у овом селу нема вампира, вештица и другх приказа.
|  |

| Демографија | Демографија | Демографија |
| Година      | Становника  | Становника  |
| ----------- | ----------- | ----------- |
| 1948.       | 1.289       |             |
| 1953.       | 1.293       |             |
| 1961.       | 1.221       |             |
| 1971.       | 1.090       |             |
| 1981.       | 1.038       |             |
| 1991.       | 850         | 838         |
| 2002.       | 672         | 683         |
| 2011.       | 591         |             |
| 2022.       | 515         |             |

| Етнички састав према попису из 2002.‍ | Етнички састав према попису из 2002.‍ | Етнички састав према попису из 2002.‍ | Етнички састав према попису из 2002.‍ | Етнички састав према попису из 2002.‍ |
| ------------------------------------ | ------------------------------------ | ------------------------------------ | ------------------------------------ | ------------------------------------ |
|                                      |                                      |                                      |                                      |                                      |
| Срби                                 | Срби                                 |                                      | 665                                  | 98,95%                               |
| Македонци                            | Македонци                            |                                      | 3                                    | 0,44%                                |
| Црногорци                            | Црногорци                            |                                      | 2                                    | 0,29%                                |
| Бугари                               | Бугари                               |                                      | 1                                    | 0,14%                                |
| непознато                            | непознато                            |                                      | 1                                    | 0,14%                                |

| Година пописа     | 1948. | 1953. | 1961. | 1971. | 1981. | 1991. | 2002. |
| ----------------- | ----- | ----- | ----- | ----- | ----- | ----- | ----- |
| Број домаћинстава | 290   | 288   | 299   | 287   | 292   | 252   | 220   |

| Број чланова      | 1  | 2  | 3  | 4  | 5  | 6  | 7 | 8 | 9 | 10 и више | Просек |
| ----------------- | -- | -- | -- | -- | -- | -- | - | - | - | --------- | ------ |
| Број домаћинстава | 56 | 48 | 36 | 27 | 25 | 21 | 3 | 4 | 0 | 0         | 3,05   |

| Пол    | Укупно | Неожењен/Неудата | Ожењен/Удата | Удовац/Удовица | Разведен/Разведена | Непознато |
| ------ | ------ | ---------------- | ------------ | -------------- | ------------------ | --------- |
| Мушки  | 276    | 78               | 167          | 21             | 9                  | 1         |
| Женски | 297    | 41               | 168          | 80             | 7                  | 1         |
| УКУПНО | 573    | 119              | 335          | 101            | 16                 | 2         |

| Пол    | Укупно                    | Пољопривреда, лов и шумарство | Рибарство                            | Вађење руде и камена | Прерађивачка индустрија       |
| ------ | ------------------------- | ----------------------------- | ------------------------------------ | -------------------- | ----------------------------- |
| Мушки  | 139                       | 79                            | 0                                    | 3                    | 21                            |
| Женски | 97                        | 53                            | 0                                    | 0                    | 14                            |
| УКУПНО | 236                       | 132                           | 0                                    | 3                    | 35                            |
| Пол    | Производња и снабдевање   | Грађевинарство                | Трговина                             | Хотели и ресторани   | Саобраћај, складиштење и везе |
| Мушки  | 4                         | 4                             | 11                                   | 1                    | 2                             |
| Женски | 0                         | 0                             | 10                                   | 2                    | 0                             |
| УКУПНО | 4                         | 4                             | 21                                   | 3                    | 2                             |
| Пол    | Финансијско посредовање   | Некретнине                    | Државна управа и одбрана             | Образовање           | Здравствени и социјални рад   |
| Мушки  | 0                         | 0                             | 2                                    | 3                    | 1                             |
| Женски | 0                         | 3                             | 1                                    | 5                    | 2                             |
| УКУПНО | 0                         | 3                             | 3                                    | 8                    | 3                             |
| Пол    | Остале услужне активности | Приватна домаћинства          | Екстериторијалне организације и тела | Непознато            | Непознато                     |
| Мушки  | 0                         | 0                             | 0                                    | 8                    | 8                             |
| Женски | 1                         | 0                             | 0                                    | 6                    | 6                             |
| УКУПНО | 1                         | 0                             | 0                                    | 14                   | 14                            |

## Галерија
- Споменици ратницима
- Гвоздени мост
- Стари хан
- Стара зграда